# Torre Begonias
La Torre Begonias est un gratte-ciel situé à Lima au Pérou. Il a été construit de 2011 à 2013 et mesure 120 mètres de hauteur. C'est l'un des plus hauts gratte-ciel de Lima et du Pérou.
Il abrite des bureaux sur 26 étages.
La surface de plancher de l'immeuble et de 62 400 m2.
L'immeuble a été conçu par l'agence américaine Arquitectonica.
Le promoteur est la société Cúbica Gestora Inmobiliaria.
Il a coûté 50 millions de $.